# 鼎湖站
鼎湖站位于广东省肇庆市鼎湖区，是广茂铁路线上的一座四等站，于1989年投入使用。离广州站95公里，距茂名站264公里，隶属广州铁路集团三茂铁路股份有限公司管辖。现不办理客运旅客乘降及行李、包裹托运；不办理货运营业。目前仅作为会让站使用。

## 概况
鼎湖站始建于1985年，1987年夏竣工。占地面积5.75万平方米，建筑面积（不含线路部分）2298平方米。站内设有售票室、候车室和行包房。铁路线路设置为三股，有2个可供旅客上落的站台，站台长400米，宽8米，上有钢筋混凝土结构雨棚。1990年，为方便来鼎湖山游览观光的游客，曾在距火车站东500米处设乘降所一个，设有月台供旅客上落。后因公路运输迅猛发展，1994年7月，三茂铁路股份有限公司停止所有五等小站的客运业务，鼎湖火车站改作会让站至今。